# La strada
La Strada es una película italiana de 1954, dirigida por Federico Fellini y producida por Dino De Laurentiis y Carlo Ponti. Los protagonistas son Anthony Quinn y Giulietta Masina, quien era esposa de Fellini. Es considerada un clásico del neorrealismo italiano y una de las obras más representativas de este movimiento cinematográfico. La película consolidó el prestigio internacional de Fellini.
La Strada recibió más de 50 premios internacionales, incluido un Óscar en 1957 a la Mejor Película en Habla No Inglesa, siendo la primera en obtener este galardón.

## Sinopsis
Gelsomina (Giulietta Masina) es una joven ingenua vendida por su madre a Zampanò (Anthony Quinn), un artista ambulante que recorre Italia realizando espectáculos de fuerza. A pesar del carácter rudo y violento de Zampanò, Gelsomina se adapta rápidamente a la vida itinerante y demuestra un talento natural para el espectáculo, participando como asistente en sus presentaciones.
Sin embargo, la frialdad emocional de Zampanò afecta profundamente a Gelsomina. En un momento de tristeza y desesperanza, intenta abandonarlo y regresar a su hogar, pero Zampanò la encuentra y la obliga a continuar viajando con él.
Más adelante, ambos se integran a un circo ambulante, donde Zampanò se reencuentra con un bufón (interpretado por Richard Basehart). La relación entre ambos es conflictiva y culmina en una pelea, en la que Zampanò amenaza al bufón con un cuchillo, lo que provoca su arresto.
Durante la ausencia de Zampanò, Gelsomina reflexiona sobre su vida y el propósito de su existencia. Aunque varias personas le ofrecen la oportunidad de comenzar una nueva vida, ella decide quedarse con Zampanò, a quien considera su única familia. Su lealtad y su visión del sentido de la vida constituyen el eje emocional de la historia.

## Reparto
- Giulietta Masina como Gelsomina
- Anthony Quinn como Zampanò

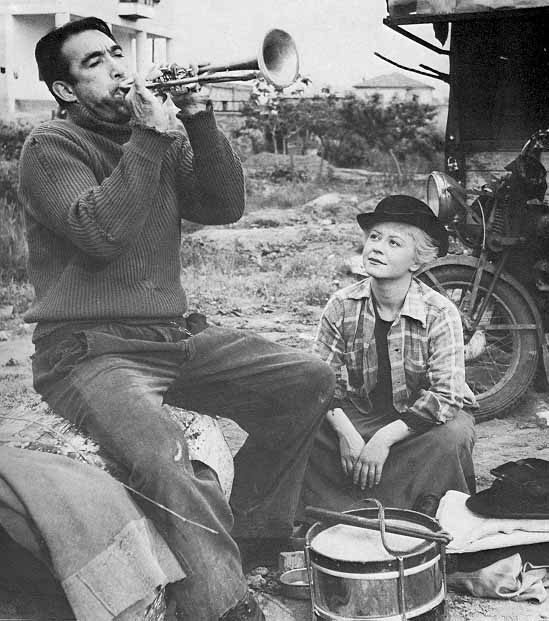
Anthony Quinn y Giulietta Masina en una escena de la película.

- Richard Basehart como Il Matto, el tonto
- Aldo Silvani como Il Signor Giraffa, el dueño del circo
- Marcella Rovere como La Vedova, la viuda
- Livia Venturini como La Suorina, la monja

## Producción

### Antecedentes
El proceso creativo de Fellini para La Strada se inició a partir de sentimientos vagos: «Una especie de tono que me acechaba, lo que me hacía melancólico y me daba una difusa sensación de culpa, como una sombra pendiendo sobre mí. De allí surgió la idea de dos personas que se dirigen juntas hacia un desenlace fatal, y no saben por qué».
Esos sentimientos comenzaron a transformarse en imágenes: la nieve cayendo silenciosamente sobre el océano, diversas formaciones de nubes y el canto de un ruiseñor. En ese momento, Fellini empezó a dibujar y esbozar estas visiones, un hábito que afirmó haber adquirido al inicio de su carrera, mientras trabajaba en diversas compañías teatrales provincianas.
Finalmente, "la idea se me hizo real" cuando dibujó un círculo en un pedazo de papel para representar la cabeza de Gelsomina, y decidió basar el personaje en Giulietta Masina, su esposa desde hacía cinco años: «Utilicé a la verdadera Giulietta, pero como yo la veía; fui influenciado por sus fotografías de la infancia, de modo que elementos de Gelsomina reflejan a Giulietta cuando tenía diez años».

### Casting
Fellini consiguió la financiación para La Strada a través de los productores Dino De Laurentiis y Carlo Ponti, quienes deseaban lanzar a Silvana Mangano (esposa de De Laurentiis) en el papel de Gelsomina, y a Anthony Quinn como Zampanò. Sin embargo, Fellini rechazó ambas propuestas. Giulietta Masina había sido la inspiración para todo el proyecto, por lo que Fellini estaba decidido a no aceptar ninguna alternativa.
Para el papel de Zampanò, Fellini había considerado a alguien ajeno al mundo del cine, por lo que realizó pruebas con varios hombres fuertes de circo, sin éxito. También enfrentó dificultades para encontrar al intérprete adecuado para el personaje de Il Matto (el loco). Su primera opción fue el actor Moraldo Rossi, miembro de su círculo cercano y con la personalidad y físico ideales para el rol, pero Rossi prefería trabajar como asistente de dirección y no como actor.
Alberto Sordi, coprotagonista de las primeras películas de Fellini —El jeque blanco y Los inútiles—, se mostró entusiasta por asumir el papel, pero quedó decepcionado cuando Fellini lo rechazó tras una prueba de vestuario.
Finalmente, Fellini definió a los tres personajes principales inspirándose en actores asociados con la película Destino de tres vidas (Donne proibite, 1954), dirigida por Giuseppe Amato, donde Giulietta Masina interpretaba a una señora. Anthony Quinn también participaba en dicha película, y Richard Basehart solía visitar el set para acompañar a su esposa, la actriz Valentina Cortese. Fue Masina quien presentó a Quinn a su esposo, y el actor recordaría más tarde su impresión inicial: «Pensé que estaba un poco loco. Le dije que no me interesaba la película, pero siguió insistiendo durante días».
Poco después, Quinn pasó una noche con Roberto Rossellini e Ingrid Bergman, quienes le mostraron la película Los inútiles. Según el propio Quinn: «Me quedé asombrado. Les dije que era una obra maestra, y entonces me di cuenta de que el mismo director era el hombre que me venía persiguiendo desde hacía semanas».
Fellini también quedó especialmente impresionado por Richard Basehart, ya que le recordaba a Charles Chaplin. Cuando fue presentado al actor por Cortese, lo invitó a almorzar y allí le ofreció el papel de Il Matto. Basehart, sorprendido, le confesó que nunca había interpretado el rol de un payaso. Fellini le respondió: «Si hiciste lo que hiciste en Catorce horas, puedes hacer cualquier cosa». El actor, tras quedar también impresionado con Los inútiles, aceptó el papel por una remuneración menor a la habitual, en parte atraído por la personalidad del director, afirmando: «Era su entusiasmo por la vida y su sentido del humor».

### Rodaje
La película fue filmada en Bagnoregio, Viterbo, Lacio, y en Ovindoli, L'Aquila, en la región de Abruzzo. Los domingos, Fellini y Basehart recorrían el campo en busca de locaciones para el rodaje y de un lugar adecuado donde comer; a veces probaban hasta seis restaurantes distintos, llegando incluso a alejarse considerablemente de Rímini para que Fellini pudiera encontrar el ambiente y menú que deseaba.
La producción comenzó en octubre de 1953, pero tuvo que interrumpirse a las pocas semanas, cuando Masina se dislocó un tobillo durante una escena con Quinn en el convento. Con el rodaje suspendido, De Laurentiis vio la oportunidad de reemplazar a Masina, a quien nunca había querido en el papel y que aún no había firmado contrato. Esto cambió cuando ejecutivos de Paramount vieron algunas tomas preliminares y elogiaron su desempeño, lo que llevó a De Laurentiis a firmarle un contrato por aproximadamente un tercio del salario de Quinn.
El retraso obligó a revisar todo el calendario de producción. El director de fotografía Carlo Carlini, que ya tenía otros compromisos, fue reemplazado por Otello Martelli, un colaborador habitual de Fellini. Cuando el rodaje se reanudó en febrero de 1954, ya era invierno. Las temperaturas descendían hasta –5 °C, y la falta de calefacción y agua caliente provocó nuevos retrasos. El equipo se vio obligado a dormir completamente vestido y a usar gorros para mantenerse abrigado.
El nuevo calendario generó un conflicto para Anthony Quinn, quien ya había firmado para protagonizar la épica Attila, también producida por De Laurentiis y dirigida por Pietro Francisci. Inicialmente, Quinn pensó en abandonar La Strada, pero Fellini lo convenció de trabajar en ambas producciones simultáneamente: filmaba La Strada por la mañana y Attila por la tarde y noche. A menudo debía levantarse a las 3:30 a.m. para aprovechar la "luz desolada del amanecer", como exigía Fellini, y luego viajar a Roma para interpretar a Atila el Huno. En palabras del actor: «Esa fue la razón de la mirada demacrada que tenía en ambas películas, perfecta para Zampanò, pero apenas aceptable para Atila».
A pesar del ajustado presupuesto, el supervisor de producción Luigi Giacosi logró alquilar un pequeño circo dirigido por un hombre llamado Savitri, un hombre fuerte y tragafuego que entrenó a Quinn en la jerga circense y en el uso técnico de la cadena. Giacosi también consiguió los servicios del circo Zamperla, que proporcionó varios dobles capaces de interpretar sus propios papeles. Entre ellos, el doble de Basehart —un equilibrista alto— se negó a utilizar red de seguridad durante la filmación de su escena.

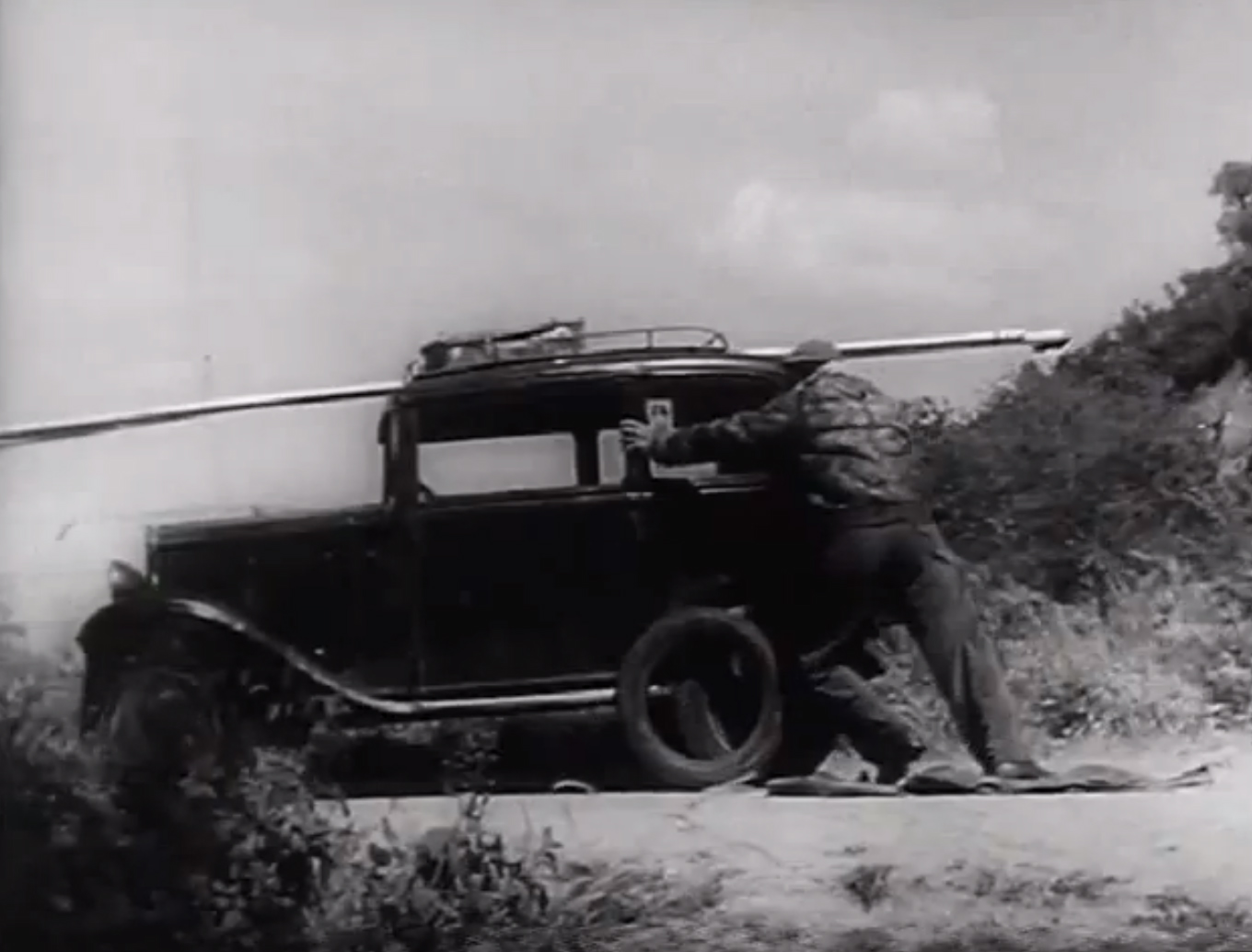
El dueño del circo Savitri proporcionó el viejo coche que Fellini destruyó en la escena tras el asesinato de Il Matto.

La falta de fondos obligaba a Giacosi a improvisar constantemente ante las exigencias del director. En primavera, recreó escenas invernales apilando 30 bolsas de yeso sobre sábanas para simular un paisaje nevado. Cuando se necesitó una multitud, convenció al sacerdote local de adelantar la celebración del santo patrón al 8 de abril, logrando reunir unos 4.000 extras no remunerados. Para evitar que se dispersaran con el paso de las horas, Fellini pidió a su asistente Rossi que gritara: «¡Preparen las habitaciones para Totò y Sophia Loren!», lo que mantuvo al público expectante.
Fellini era conocido por su perfeccionismo obsesivo. En un seminario del American Film Institute, Quinn relató cómo el director revisó más de 500 cajas antes de elegir una para que Zampanò guardara sus cigarrillos: «Cualquiera de esas cajas habría servido para mí, pero no para Federico». El actor también recordó una escena que había generado aplausos en el set, solo para recibir una llamada de Fellini esa misma noche diciendo que debían repetirla: «Verás, se supone que eres un actor malo, terrible. La gente debería haberse reído de ti, no aplaudido. Mañana la repetimos».
Con Giulietta Masina, Fellini fue especialmente exigente. Le pidió recrear la sonrisa de labios delgados que había visto en sus fotos de infancia, le cortó el cabello colocando un cuenco sobre su cabeza y recortando lo que sobresalía, lo enjabonó para darle una apariencia desaliñada, le puso talco para simular la palidez de un artista kabuki, y la vistió con una capa de la Primera Guerra Mundial tan desgastada que le cortaba el cuello. Masina se quejaba: «Eres tan amable y dulce con los demás actores. ¿Por qué eres tan duro conmigo?»
Según el acuerdo con los productores, cualquier exceso presupuestario debía salir del propio bolsillo de Fellini, lo que reducía sus posibles ganancias. Él mismo contó que, cuando se hizo evidente la falta de fondos para finalizar la película, Ponti y De Laurentiis lo invitaron a almorzar y le aseguraron que no lo obligarían a cumplir con los términos financieros: «Hagamos como si todo esto fuera una broma. Invítanos un café y lo olvidamos». Según Anthony Quinn, sin embargo, Fellini logró obtener esa indulgencia solo después de aceptar rodar tomas adicionales para Attila, que Francisci había olvidado filmar.
Durante el rodaje de las escenas finales, en el muelle de Fiumicino, Fellini sufrió un grave episodio de depresión clínica, condición que él y su entorno intentaron mantener en secreto. Pudo completar la película únicamente tras recibir tratamiento por parte de un prestigioso psicoanalista freudiano.

### Sonido
Como era la práctica común en las películas italianas de la época, el rodaje se hacía sin sonido; el diálogo se añadía más tarde junto con la música y los efectos sonoros. Como consecuencia, los miembros del reparto generalmente hablaban en su lengua materna durante el rodaje: Quinn en español y Basehart en inglés, Masina y los otros en italiano. Liliana Betti, la asistente de Fellin, describió el procedimiento, una técnica que él llamó "sistema numérico" o "dicción numerológica": "En lugar de líneas, el actor tiene que contar números en su normalidad. Por ejemplo, una línea de quince palabras equivale a una enumeración de hasta treinta, el actor sólo cuenta hasta treinta: 1-2-3-4-5-6-7, etc."  El biógrafo John Baxter comentó sobre la utilidad del sistema: "Ayuda a identificar un instante en el discurso donde [Fellini] quiere una reacción diferente." Vuelve a "27", le dirá a un actor, "pero esta vez sonríe." Como no necesitaba preocuparse por el ruido mientras filmaba una escena, Fellini mantendría un comentario durante la filmación, una práctica que escandalizó a los cineastas más tradicionales, como Elia Kazan: "Habló a través de cada toma, de hecho, gritó a los actores: -No, ahí, parada, vuelta, mirarla, mirarla... ¿Ve qué triste está, ve sus lágrimas? O miserable! ¿Quieres consolarla? No se aleje; Ve a ella. Ah, ella no te quiere, ¿verdad? ¿Qué? ¡Vete a verla de todos modos!- Así es como puede usar artistas de muchos países. Él hace parte de la actuación de los actores."
Como Quinn y Basehart no hablaban italiano, ambos fueron doblados en la versión original. Descontento con el actor que inicialmente dobló a Zampanò, Fellini recordó que le impresionó el trabajo realizado por Arnoldo Foà al doblar al personaje de Toshiro Mifune en la versión italiana de Rashōmon, y pudo conseguir los servicios de Foà en el último momento. El compositor Michel Chion observó que Fellini explotó particularmente la tendencia de las películas italianas de posguerra a permitir una considerable libertad en la sincronización de las voces con los movimientos labiales, especialmente en contraste con la percibida "fijación obsesiva" de Hollywood con la correspondencia de las voces con las bocas: "En los extremos fellinianos, cuando todas esas voces postsincronicadas flotan alrededor de los cuerpos, llegamos a un punto en el que las voces, incluso si seguimos atribuyéndolas a los cuerpos que se les asignan, comienzan a adquirir una especie de autonomía, de una manera barroca y descentrada". En la versión italiana de La strada, incluso hay casos en que se oye hablar a un personaje mientras el actor tiene la boca bien cerrada.
La pista visual de la versión en inglés de La strada era idéntica a la versión original en italiano, pero la pista de audio fue reeditada completamente bajo la supervisión de Carol y Peter Riethof en Titra Sound Studios en Nueva York, sin ninguna participación de Fellini. El doblaje de la película al inglés costó 25,000 dólares, pero después de que empezó a recibir numerosos elogios, se volvió a estrenar en Estados Unidos en el circuito de cine independiente en su versión italiana, con subtítulos.

### Música
La partitura completa de La Strada fue compuesta por Nino Rota al finalizar el rodaje. El tema principal, de carácter melancólico, aparece orquestado en los títulos iniciales de la película y se repite a lo largo del metraje: primero interpretado por el payaso con un violín en miniatura, más adelante tarareado por Gelsomina, quien posteriormente lo aprende a tocar en su trompeta, y finalmente cantado por la mujer que le revela a Zampanò el destino de Gelsomina tras su abandono.
En la práctica, Fellini solía rodar sus películas con música grabada, ya que, como explicó en una entrevista de 1972, “te lleva a una extraña dimensión en la que tu fantasía se estimula”. Para La Strada, inicialmente utilizó una variación de Arcangelo Corelli que planeaba incorporar a la banda sonora. Sin embargo, Rota, disconforme con esa elección, compuso un motivo musical inspirado en el Larghetto de la Serenata para cuerdas en mi mayor, Op. 22, de Antonín Dvořák, así como líneas rítmicas que armonizaban con los movimientos de Gelsomina al tocar la trompeta y del bufón con el violín.

## Distribución
La película se estrenó en el XV Festival Internacional de Cine de Venecia el 6 de septiembre de 1954 y ganó el León de Plata. Fue estrenada en Italia el 22 de septiembre de 1954, y en los Estados Unidos el 16 de julio de 1956. 
En 1994, una copia remasterizada fue financiada por el cineasta Martin Scorsese, quien ha reconocido estar familiarizado con el carácter de Zampanò desde la niñez, y haber reflejado aspectos de su fuerza autodestructiva en sus películas Taxi Driver y Toro Salvaje.

## Recepción
Tullio Cicciarelli, de Il Lavoro Nuovo, describió la película como «un poema inacabado», deliberadamente incompleto por parte del cineasta, por temor a que «su esencia se pierda en la insensibilidad de la definición crítica o en la ambigüedad de la clasificación». Por su parte, Ermanno Continin, de Il Secolo XIX, elogió a Fellini como «un narrador magistral de cuentos»:

La narración es ligera y armoniosa, esbozando su esencia, resistencia, uniformidad y propósito a partir de pequeños detalles, anotaciones sutiles y tonos suaves que se deslizan naturalmente a través del sencillo argumento de una historia aparentemente sin acción. Pero cuánto significado, cuánto fermento enriquece esta aparente sencillez. Todo está allí, aunque no siempre es evidente, no siempre es interpretado con plena elocuencia poética y humana: es sugerido con considerable delicadeza y sostenido por una sutil y emotiva fuerza.

Otros la vieron de manera distinta. Cuando el jurado del Festival de Cine de Venecia de 1954 otorgó a La Strada el León de Plata, ignorando a Senso de Luchino Visconti, estalló una pelea física: el asistente de Visconti, Franco Zeffirelli, comenzó a silbar durante el discurso de aceptación de Fellini y fue agredido por Moraldo Rossi. El episodio dejó a Fellini pálido y tembloroso, y a Giulietta Masina llorando.
Críticos marxistas como Guido Aristarco rechazaron la película por motivos ideológicos, en particular por lo que consideraban nociones cristianas de conversión y redención: «No decimos ni dijimos jamás que La Strada sea una película mal dirigida o actuada. Hemos declarado, y declaramos, que está equivocada, que su perspectiva es incorrecta».
El estreno en Venecia comenzó «en una atmósfera inexplicablemente fría», según Tino Ranieri, y «la audiencia, que al principio se mostró más bien disgustada, pareció cambiar ligeramente de opinión hacia el final, pero la película no recibió, en ningún sentido de la palabra, la respuesta que merecía».
En una reseña para el Corriere della Sera, Arturo Lanocita argumentó que la película «da la impresión de ser un boceto que apenas señala los puntos principales de la historia... Fellini parece haber preferido la sombra donde un marcado contraste habría sido más efectivo». Nino Ghelli, de Bianco e Nero, lamentó que, tras «un excelente comienzo, el estilo de la película se mantenga armónico durante algún tiempo, hasta el momento en que los dos personajes principales se separan; a partir de entonces, el tono se vuelve cada vez más artificial y literario, y el ritmo, cada vez más fragmentario e incoherente».
El biógrafo de Fellini, Tullio Kezich, observó que los críticos italianos «hicieron todo lo posible por encontrar defectos en la película tras su estreno en Venecia. Algunos dijeron que comenzaba bien, pero luego la historia se desmoronaba».
Su estreno en Francia al año siguiente recibió una acogida más cálida. Dominique Aubier, de Cahiers du cinéma, escribió que La Strada pertenecía a «la clase mitológica, una clase destinada a cautivar a los críticos quizás más que al público en general». Aubier concluyó:

Fellini alcanza una cumbre rara vez alcanzada por otros cineastas: el estilo al servicio del universo mitológico del artista. Este ejemplo demuestra una vez más que el cine tiene menos necesidad de técnicos —ya son demasiados— que de inteligencia creativa. Para crear tal película, se requiere por parte del autor no solo un considerable don para la expresión, sino también una profunda comprensión de ciertos problemas espirituales.

En su reseña para la revista Arts, en marzo de 1955, Jean Aurel citó la actuación de Giulietta Masina como «inspirada directamente en lo mejor de Chaplin, pero con un frescor y sentido del tiempo que parecen haber sido creados solo para esta película». Louis Chauvet, de Le Figaro, señaló que «la atmósfera del drama» se combinaba «con una fuerza visual que rara vez se ha igualado». Para el influyente crítico de cine André Bazin, el enfoque de Fellini fue:

Lo opuesto al realismo psicológico que mantiene el análisis seguido de la descripción de los sentimientos. En este universo cuasi shakesperiano, sin embargo, cualquier cosa puede suceder. Gelsomina y el Loco irradian el aura de todo lo maravilloso que les rodea, lo que confunde e irrita a Zampanò. Pero no es un aura sobrenatural ni gratuita, ni siquiera poética, sino una cualidad posible en la naturaleza.

La respuesta de la crítica en el Reino Unido y los Estados Unidos fue igualmente mixta, con valoraciones despectivas como las de Films in Review («el cenagal del melodrama barato»), Sight & Sound («un director que se esfuerza por ser poeta cuando no lo es»), y The Times («realismo cantando sobre una colina de estiércol»).
No obstante, también hubo reseñas más favorables, como la de Newsweek («novelística y discutible»)  y la de Saturday Review: «Con La Strada, Fellini toma su lugar como el verdadero sucesor de Rossellini y De Sica».
En su reseña para el New York Times de 1956, el crítico A.H. Weiler elogió especialmente a Quinn: «Anthony Quinn es excelente como el monosilábico y aparentemente despiadado hombre fuerte, cuyos gustos son primitivos e inmediatos. Pero su caracterización se desarrolla con sensibilidad, de modo que su soledad se revela a través de las grietas de su áspero exterior».
En una entrevista concedida en 1957, Fellini informó que Masina había recibido más de mil cartas de mujeres abandonadas cuyos maridos habían regresado a ellas tras ver la película. También afirmó haber recibido testimonios de personas con discapacidades que, luego de verla, habían adquirido un nuevo sentido de autoestima: «Tales cartas vienen de todo el mundo».

### Evaluación retrospectiva

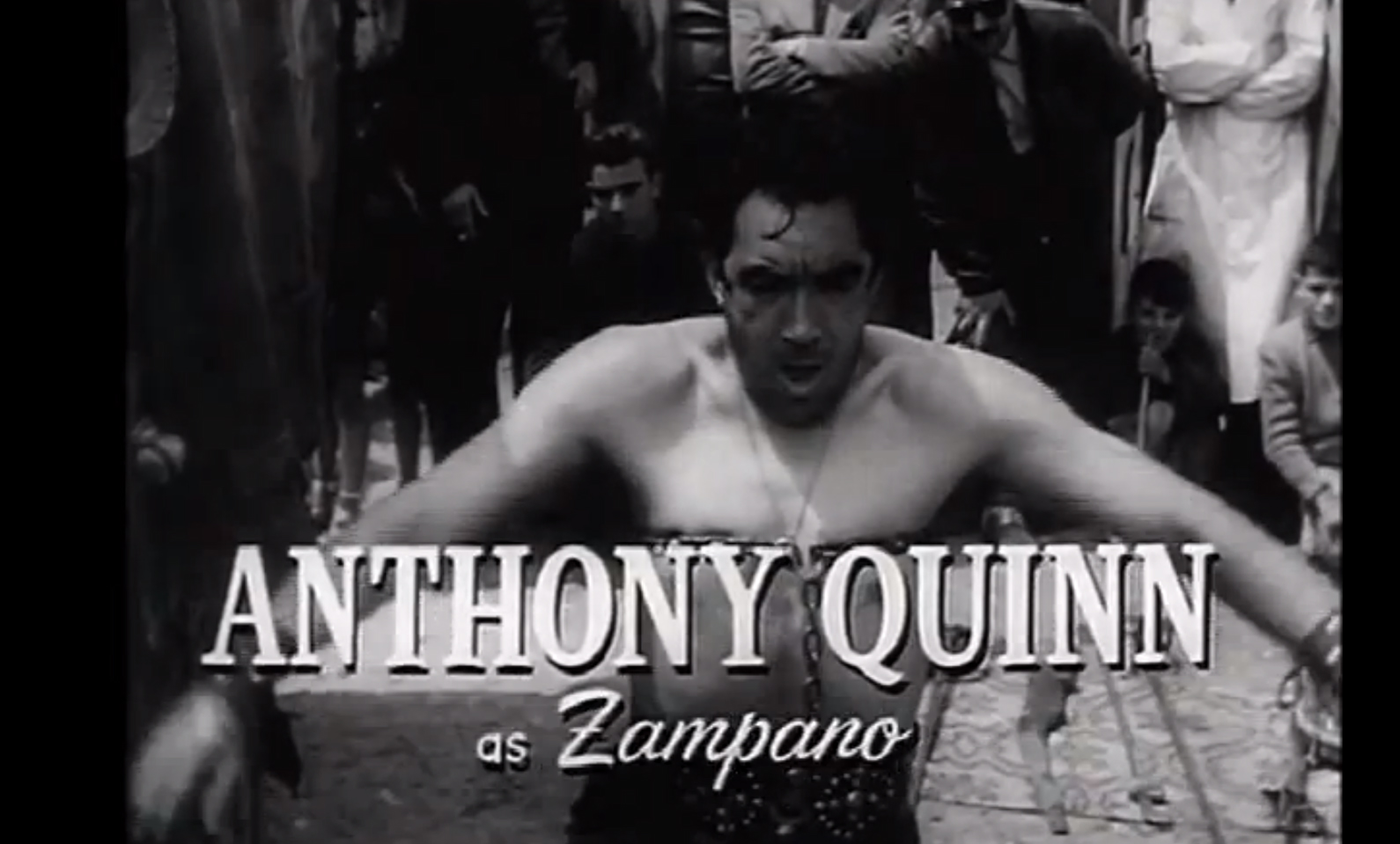
Fotograma del reclamo de 1956 de La Strada

En años posteriores, Fellini explicó que desde "un punto de vista sentimental", estaba "más ligado" a La Strada: "Sobre todo porque siento que es mi película más representativa, la más autobiográfica; y, porque fue la película que más trabajo me costó realizar y encontrarle un productor". De todos los seres imaginarios que había traído a la pantalla, Fellini se sentía más cercano "especialmente de Zampanò". Anthony Quinn encontró inestimable trabajar para Fellini: "Me condujo sin piedad, haciéndome hacer cada escena una y otra vez hasta que consiguió lo que quería. Aprendí más sobre el cine actuando en tres meses con Fellini de lo que había aprendido en todas las películas que había hecho antes. Mucho después, en 1990, Quinn envió una nota al director y a su coestrella: "Ustedes dos son el punto más alto de mi vida - Antonio."
El crítico Roger Ebert, en su libro The Great Movies, sostuvo que La Strada era el punto culminante de la carrera de Fellini y que, después de esta película, "su trabajo se adentró frenéticamente por la senda freudiana, el cristianismo, sexualidad y exceso autobiográfico". La propia opinión de Ebert era ver La Strada como "parte de un proceso de descubrimiento que condujo a las obras maestras La Dolce Vita (1960), 8½ (1963) y Amarcord (1974)."
El paso de los años ha consolidado la alta estimación de La Strada. Tiene una calificación del 98% en el portal de reseñas Rotten Tomatoes, con un puntaje de 8.3/10 a partir de 80 reseñas. El consenso del sitio web dice: «La lastimosa pareja de marginados, conformada por Giulietta Masina y Anthony Quinn, proporciona un conmovedor contraste entre gentileza y poder en la inolvidable parábola de Federico Fellini».
Sus numerosas apariciones en las listas de las mejores películas incluyen la encuesta de 1992 de los directores del British Film Institute (la cuarta mejor), el New York Times la ubica entre las "1000 mejores películas de la historia". En enero de 2002, el filme (junto a Las noches de Cabiria) fue incluido en la lista de las "100 mejores películas esenciales de todos los tiempos" por la National Society of Film Critics. En 2009, la película ocupó el puesto número 10 en la lista de las "10 mejores películas no japonesas de todos los tiempos" de la revista de cine japonesa Kinema Junpo. En la encuesta del Sight & Sound de las mejores películas de todos los tiempos realizada en 2012, La strada ocupó el puesto 26 entre los directores; En la edición de 2022, bajó al puesto 36. En 2018, la película fue incluida en la lista de la BBC de las 100 mejores películas en lengua extranjera, votada por 209 críticos de cine de 43 países de todo el mundo.
En 1995, el Pontificio Consejo para las Comunicaciones Sociales de la Iglesia católica publicó un listado de 45 películas que representan "...una muestra representativa de películas destacadas, elegidas por un comité de doce académicos internacionales de cine". En ello, La strada aparece incluida en la categoría Arte. El Papa Francisco mencionó que es "la película que quizás más me ha gustado", por su identificación personal con su referencia implícita a su homónimo Francisco de Asís.
El cineasta japonés Akira Kurosawa incluyó la película en su lista de 100 películas favoritas.

## Premios

### 29.ª edición de los Premios Óscar
| Categoría                          | Candidato                          | Resultado |
| ---------------------------------- | ---------------------------------- | --------- |
| Mejor película de habla no inglesa | Mejor película de habla no inglesa | Ganadora  |
| Mejor guion original               | Federico Fellini Tullio Pinelli    | Nominados |

### Premios del Círculo de Críticos de Cine de Nueva York[78]
| Categoría                           | Resultado |
| ----------------------------------- | --------- |
| Mejor película en lengua extranjera | Ganadora  |

### XIII edición de las Medallas del Círculo de Escritores Cinematográficos[79]
| Categoría                 | Candidato                 | Resultado |
| ------------------------- | ------------------------- | --------- |
| Mejor película extranjera | Mejor película extranjera | Ganadora  |
| Mejor actriz extranjera   | Giulietta Masina          | Ganadora  |

### II edición de los Premios San Jorge[80]
| Categoría                            | Candidato                            | Resultado |
| ------------------------------------ | ------------------------------------ | --------- |
| Premio San Jorge a la mejor película | Premio San Jorge a la mejor película | Ganadora  |
| Mejor director extranjero            | Federico Fellini                     | Ganador   |
| Mejor actriz extranjera              | Giulietta Masina                     | Ganadora  |
| Mejor guion extranjero               | Tullio Pinelli                       | Ganador   |

### 15.º Festival de Venecia
| Categoría                          | Candidato        | Resultado |
| ---------------------------------- | ---------------- | --------- |
| León de Plata a la mejor dirección | Federico Fellini | Ganador   |

- En la Argentina la Asociación de Cronistas Cinematográficos de la Argentina la premió como la Mejor Película Extranjera en 1957.[81]

## Adaptaciónes teatrales

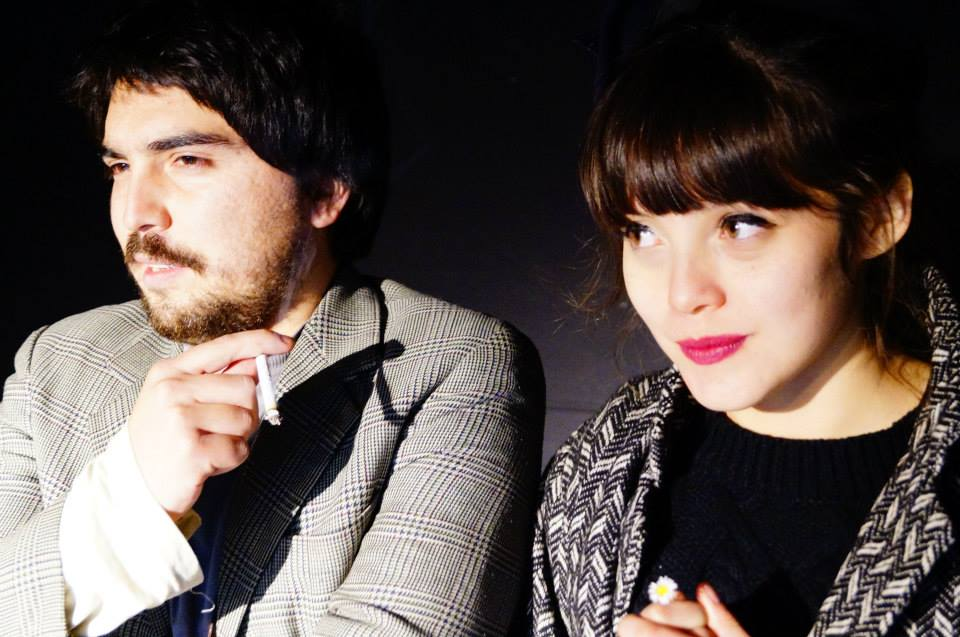
Zampanò y Gelsomina, La Strada Chile. 2015

En julio del 2015 se estrenó en Chile la adaptación teatral de la película, esta fue una versión más corta que la película original y contaba las aventuras de Gelsomina y Zampanò, desde que la muchacha es entregada a este último, Gelsomina fue interpretada por la Joven Actriz Evelyn Falcon, mientras que Zampanò cayo en las manos de Salva Salazar.[cita requerida] La dirección estuvo a cargo del mismo Salazar y la compañía, bajo la supervisión del director Marcelo Bailey, todo esto dentro el marco de un festival de adaptaciones teatrales de destacados filmes de la historia, entre los cuales compitió con Sopa de Ganso y La novia cadáver de Tim Burton, entre otros.[cita requerida]
En España, La strada fue adaptada al teatro por Gerard Vázquez con dirección de Mario Gas. Protagonizada por Verónica Echegui, Alfonso Lara y Alberto Iglesias, dicha adaptación estuvo en gira a nivel nacional desde noviembre  de 2018 hasta diciembre de 2019.